# Mousseline (textiel)

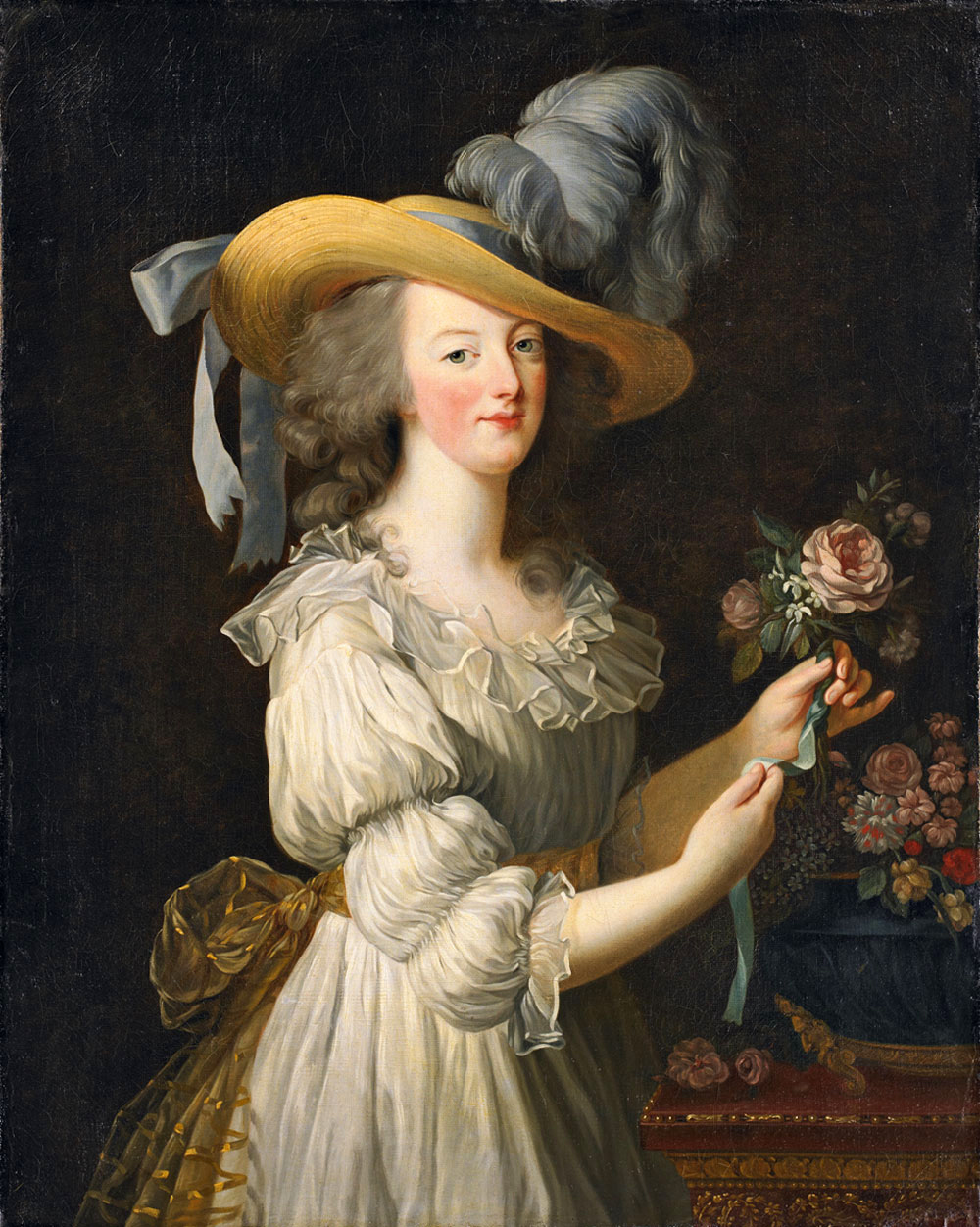
Marie Antoinette in haar beroemde jurk van mousseline. L.E. Vigée Le Brun, 1783.

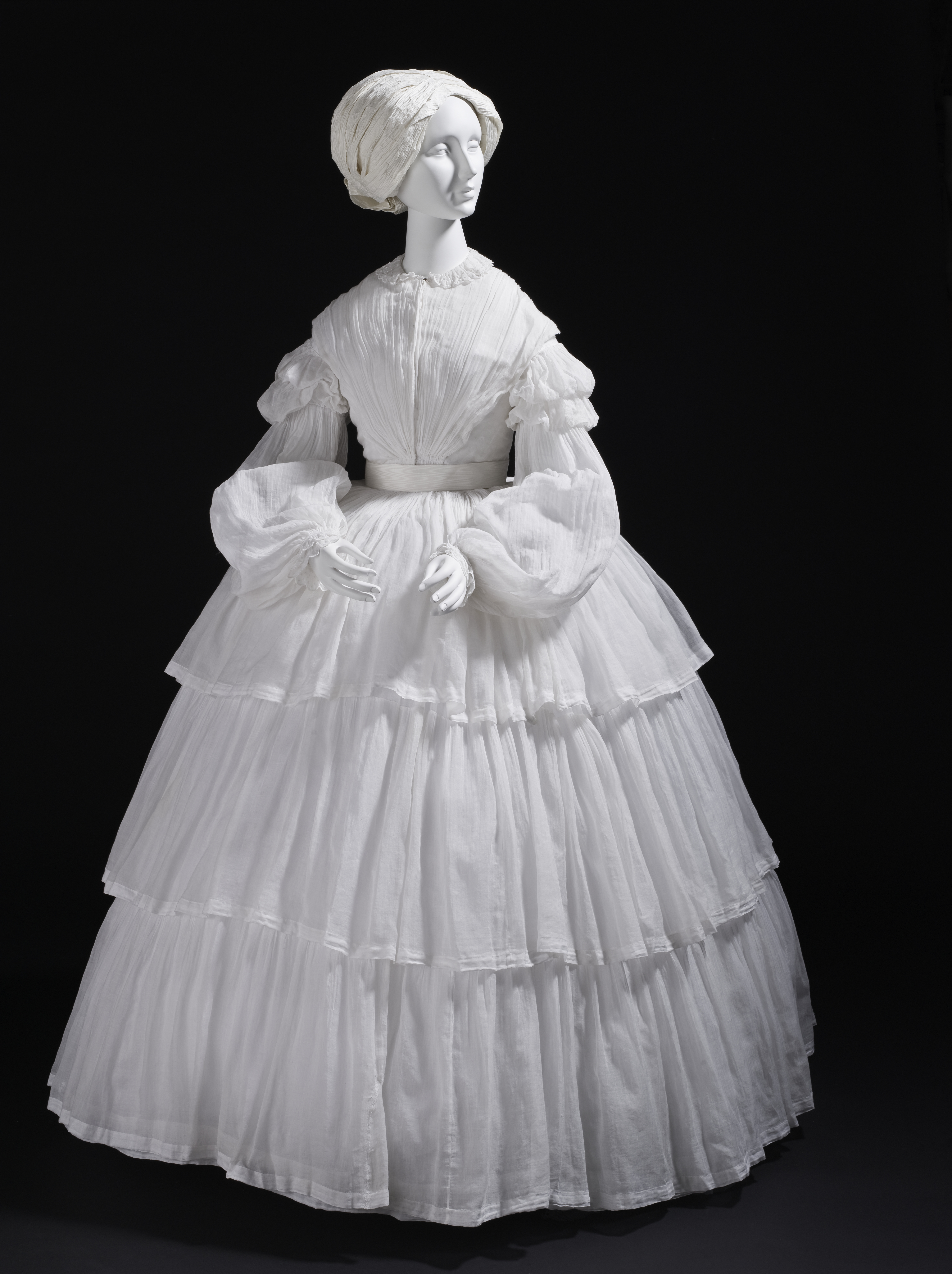
Damesjurk van mousseline, Europa, ca. 1855. Los Angeles County Museum of Art, M.2007.211.755.

Mousseline is een lichte en zachte, transparante stof, geweven in effenbinding, uit licht getwist garen. Er bestaan diverse kwaliteiten, van zeer fijn tot zeer grof. De naam is afgeleid van de stad Mosoel in Irak, een oud centrum voor de textielhandel, waar Europeanen er voor het eerst mee in aanraking kwamen. Het vroege mousseline werd met de hand geweven in de regio rond Dhaka, in het huidige Bangladesh. Het werd geïmporteerd in Europa vanaf de 17de eeuw.

## Etymologie en geschiedenis
Het woord mousseline komt van het Franse mousseline, afgeleid van het Italiaanse mussolina, afgeleid van Mussolo (de stad Mosoel in Irak). Hoewel deze stof werd vernoemd naar de stad waar Europeanen het voor het eerst tegenkwamen, komt het weefsel waarschijnlijk oorspronkelijk uit Dhakeshwari, nu genaamd Dhaka, de hoofdstad van Bangladesh. Een Arabische koopman uit de 9de eeuw, genaamd Sulaiman, plaatste de oorsprong van de stof in Bengalen (Arabisch: Ruhml), het noordoosten van Bangladesh. Bengaalse mousseline werd in de gehele islamitische wereld verhandeld, van het Midden Oosten tot Zuidoost Azië. In veel islamitische regio's, zoals Centraal Azië, werd de stof Daka genoemd, naar de stad Dhaka.
De stof werd in 1298 door Marco Polo beschreven in zijn Il Milione, waarbij hij vermeldde dat het uit Mosoel kwam. De Engelse reiziger Ralph Fitch bewonderde aan het einde van de 16de eeuw mousseline uit de stad Sonargaon in Bengalen. De Portugese koopman Duarte Barbosa beschrijft de verschillende soorten mousseline in de vroege 16de eeuw. Hij noemt estrabante (sarband), mamona, fugoza, choutara, en sinabaka. In de 17de en 18de eeuw was de meeste mousseline afkomstig uit Bengalen, met Dhaka als centrum. De stof werd in de 18de eeuw zeer populair in Frankrijk en van daaruit in de gehele westerse wereld. 

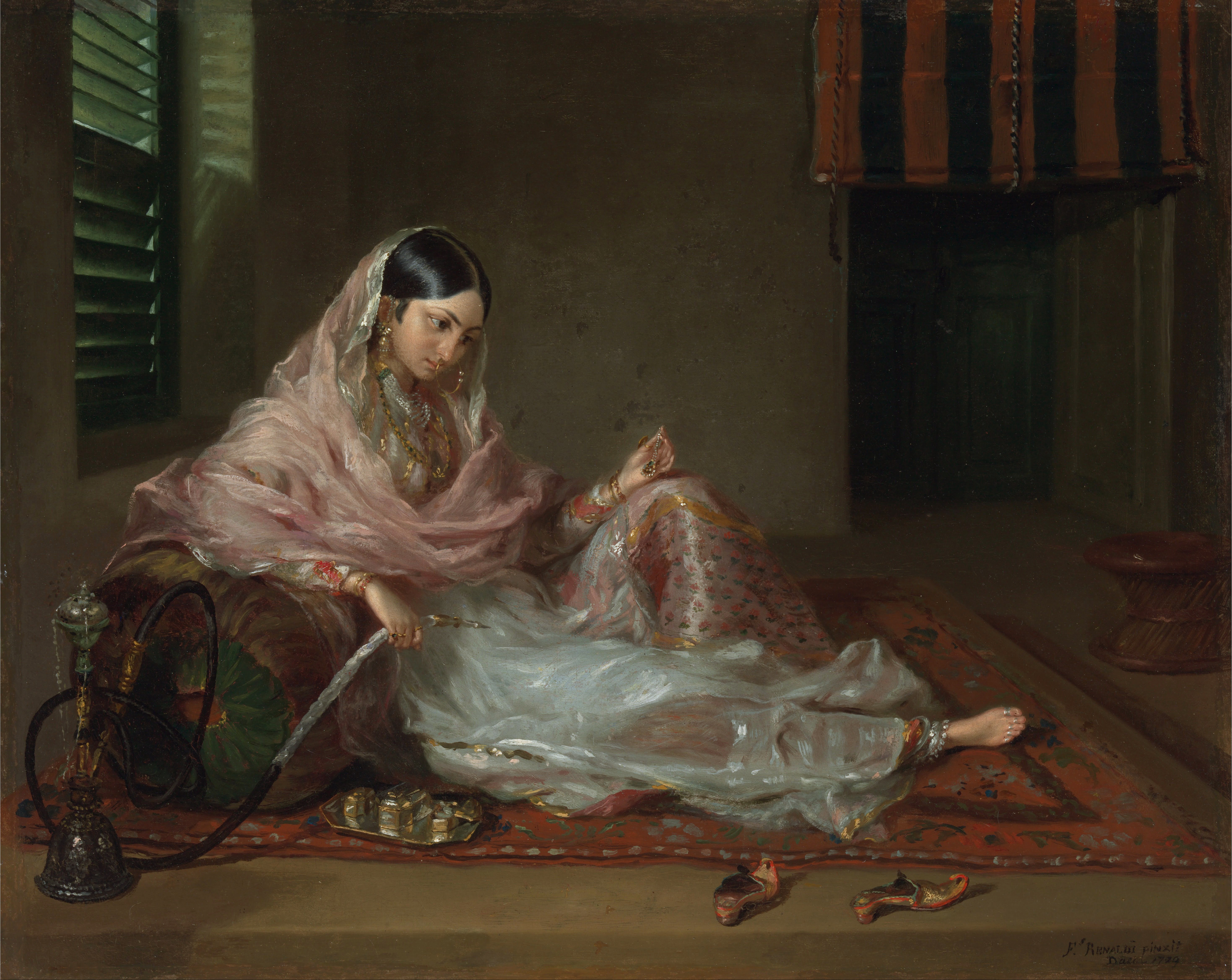
Een vrouw in fijne Bengaalse mousseline, 1789, door Francesco Renaldi

Ten tijde van de Britse overheersing werd de mousseline-industrie in Bengalen onderdrukt, om de import van in eigen land geproduceerde textiel te stimuleren. Dit kon er gewelddadig aan toegaan. Als gevolg hiervan ging de kwaliteit vanaf het einde van de 18de eeuw sterk achteruit. 
Tegenwoordig worden er vele soorten mousseline geweven, op diverse plaatsen in de wereld, waaronder Dhaka.

## Soorten

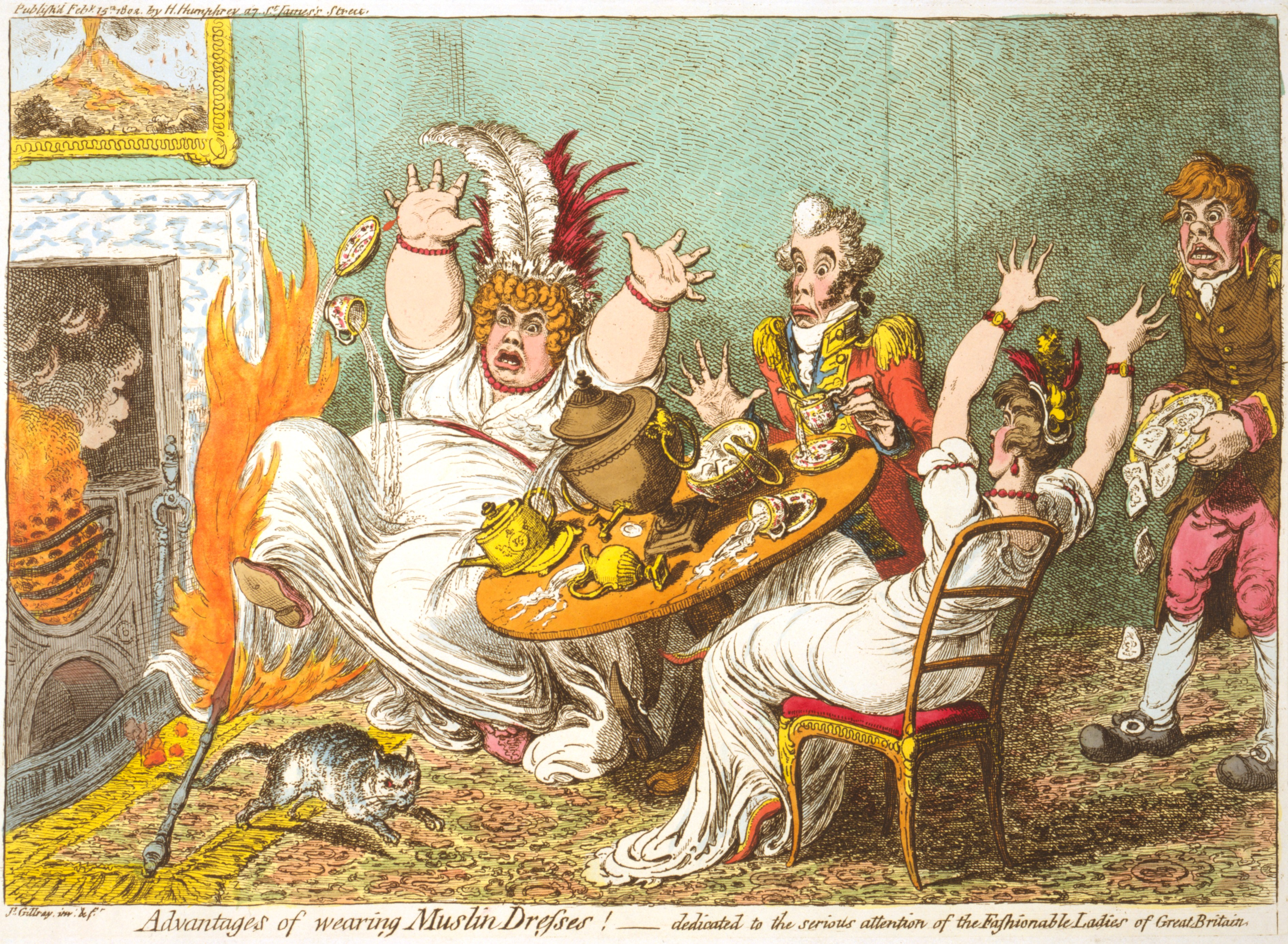
In deze karikatuur Advantages of wearing Muslin Dresses! (1802), laat James Gillray het gevaar zien van mousseline: de brandbaarheid.

Mousseline kan zowel effen als bedrukt zijn. Er zijn diverse soorten, van zeer fijn tot zeer grof, met verschillende samenstelling:
- Katoenen mousseline: ketting en inslag uit zacht getwist katoenen garen (oorspronkelijke mousseline)
- Wollen mousseline: ketting en inslag uit zacht getwist kamgaren, soms wol met katoen
- Mousseline de soie: ketting en inslag uit zacht getwiste grègezijde, soms ketting echte zijde, inslag kunstzijde
- Dacca mousseline: bedrukt met bloempatroontjes
- Mousselinet: grof soort mousseline
- Book-mousseline en tarlatan: fijne soorten mousseline
- Zwitsers bont: zwart met paars gebloemde mousseline, gebruikt in Spakenburg voor rouwkleding